# Le Cannet-des-Maures
Le Cannet-des-Maures – miejscowość i gmina we Francji, w regionie Prowansja-Alpy-Lazurowe Wybrzeże, w departamencie Var.
Według danych na rok 1990 gminę zamieszkiwało 3126 osób, a gęstość zaludnienia wynosiła 42 osoby/km² (wśród 963 gmin regionu Prowansja-Alpy-W. Lazurowe Le Cannet-des-Maures plasuje się na 193. miejscu pod względem liczby ludności, natomiast pod względem powierzchni na miejscu 70.).